# Şahin İmranov
Şahin İmranov (in en Shahin Imranov; Sumqayıt, 23 settembre 1980) è un pugile azero.

## Palmarès
- Giochi olimpici

Pechino 2008: bronzo nei pesi piuma.
- Europei - Dilettanti

Perm 2002: argento nei pesi piuma.
Plovdiv 2006: argento nei pesi piuma.